# Москаленко, Яков Максимович
Яков Максимович Москаленко (28 августа 1927 год — 9 сентября 2003 год, Лисичанск, Украина) — бригадир проходчиков горных выработок шахты «Черноморка» комбината «Первомайскуголь» министерства угольной промышленности Украинской ССР, Ворошиловградская область. Герой Социалистического Труда (1971). Почётный шахтёр Украинской ССР (1964).

## Биография
Возглавлял бригаду забойщиков на шахте «Черноморка» комбината «Первомайскуголь». Бригада Якова Москаленко стала инициатором социалистического соревнования за звание коллектива коммунистического труда. В начале 60-х годов бригада Якова Москаленко вырабатывала 10,2 метров проходки на одного забойщика. С 1971 года в бригаде использовался комплекс КМ-8-ДН, в результате чего значительно возросла производительность труда забойщиков. В первом квартале 1971 года бригада добыла 32 тысячи тонн сверхпланового угля. Указом Президиума Верховного Совета СССР от 30 марта 1971 года удостоен звания Героя Социалистического Труда с вручением ордена Ленина и золотой медали «Серп и Молот».
Скончался в 2003 году в Лисичанске.

## Награды
- Орден Ленина — дважды (1966; 1971)
- Полный кавалер знака «Шахтёрская слава»